# Kate del Castillo
Kate del Castillo Negrete Trillo (Ciudad de México, 23 de octubre de 1972), es una actriz mexicana.
Conocida por interpretar a Teresa Mendoza en La Reina del Sur (2011-presente). 
A la edad de 19 años, Del Castillo se hizo conocida por su papel protagónico en la telenovela Muchachitas para Televisa en 1991. Posteriormente, continuó su carrera en cine y televisión en América Latina, interpretando papeles protagónicos en telenovelas, incluyendo Alguna vez tendremos alas (1997), La mentira (1998), Ramona (2000) y Bajo la misma piel (2003-04).
En 2017, protagonizó la serie de drama político de Netflix Ingobernable interpretando a la primera dama de México Emilia Urquiza. Del Castillo hizo su debut en Hollywood interpretando un papel protagónico en la película dramática de 2007 La misma Luna y luego apareció en papeles secundarios en las películas No Good Deed (2014), Los 33 (2015), El Chicano (2019) y Bad Boys for Life (2020).

## Biografía
Es hija de Eric del Castillo y de Kate Trillo Graham; hermana de la presentadora Verónica del Castillo. Radica en la ciudad de Los Ángeles, California. Cuenta con la nacionalidad estadounidense desde 2015.

## Carrera

### Obras tempranas
Del Castillo hizo su debut actoral en 1978 cuando participó en una película llamada The Last Escape. Se hizo conocida en 1991 cuando interpretó a Leticia en Muchachitas, una telenovela que se transmite en varios países de América Latina. Al año siguiente fue a protagonizar Mágica juventud. Sus otros papeles protagónicos en la década de 1990 fueron en Azul (1996), la longeva Alguna vez tendremos alas (1997) y La mentira. En 1995 apareció en el video musical "Fuego de noche, nieve de día" de Ricky Martin.
A principios de la década de 2000 protagonizó las telenovelas Ramona (2000), El derecho de nacer (2001) y Bajo la misma piel (2003-2004). En 2003 hizo su debut en la televisión estadounidense interpretando un papel recurrente en la serie dramática de PBS American Family, protagonizada por Edward James Olmos y Sônia Braga. En 2009 tuvo un papel recurrente en la comedia dramática oscura de Showtime Weeds interpretando a Pilar Zuazo, una mujer poderosa en la política mexicana. En 2002 y 2003 realizó una gira internacional junto al actor argentino Saúl Lisazo con la obra Cartas de amor. En 2005 protagonizó junto a Demián Bichir la película de comedia romántica American Visa. En 2006, Del Castillo protagonizó la película Bordertown que se convirtió en su primer papel en Hollywood. En 2007 protagonizó la película dramática Bajo la misma luna dirigida por Patricia Riggen. La película recaudó $ 23,3 millones contra un presupuesto de $ 1,7 millones. También protagonizó varias películas independientes, como The Black Pimpernel (2007) y Julia junto a Tilda Swinton.
En noviembre de 2007, Del Castillo fue nombrada una de las Estrellas del Año y en 2011 una de las 25 mujeres más influyentes y las 50 más bellas por la revista People en Español. En 2009 fue nombrada Embajadora de la Comisión Mexicana de Derechos Humanos y al año siguiente ayudó a lanzar la Campaña Corazón Azul para crear conciencia y combatir la trata de personas.

### 2011-presente
En 2011 interpretó a Teresa "La Mexicana" Mendoza en la telenovela de Telemundo La reina del sur basada en una novela del mismo nombre del autor español Arturo Pérez-Reverte, un papel que disparó su fama en América Latina. Con un presupuesto de $10 millones es la segunda telenovela más cara jamás producida por Telemundo. Posteriormente la serie fue renovada para una segunda temporada que se estrenó en 2019. Del Castillo continuó su colaboración con Telemundo en 2015, protagonizando Dueños del Paraíso, telenovela que está inspirada en el narcotráfico de Miami en la década de 1970. También apareció en varios programas de televisión estadounidenses, incluidos CSI: Miami, Grimm y Dallas. En 2015, tuvo un papel recurrente como la exesposa de Rogelio de la Vega en la serie de comedia de The CW, Jane the Virgin.
El 20 de noviembre de 2015 Del Castillo lanzó una nueva marca de tequila llamada Honor del Castillo en asociación con la Familia Vivanco. Se desempeña como portavoz de la marca. Del Castillo también ha aparecido en campañas publicitarias de L'Oréal y Ford.
En 2012 protagonizó la película mexicana Colosio: El asesinato que se centra en el asesinato del candidato presidencial mexicano Luis Donaldo Colosio. Al año siguiente, protagonizó la película de drama carcelario estadounidense K-11. En años posteriores apareció en muchas películas estadounidenses, incluida la interpretación de la ex de Idris Elba en el thriller de 2014 No Good Deed, la esposa de Antonio Banderas en el drama de supervivencia a desastres Los 33, All About Nina (2018), El Chicano (2019) y Bad Boys for Life (2020). En 2017 protagonizó la serie de suspenso político de Netflix, Ingobernable interpretando a la ficticia primera dama de México, Emilia Urquiza. La segunda temporada se estrenó en 2018.
En 2019, del Castillo hizo su debut fuera de Broadway en la producción de Audible Theatre de la obra de Isaac Gomez The Way She Spoke. La actuación le valió nominaciones a los premios Drama Desk, Drama League y Lucille Lortel a la mejor actriz principal en una obra de teatro convirtiéndola en la primera actriz mexicana en ser nominada a tres premios de teatro en Nueva York.
En el 2023, se une junto con el actor español Santiago Cabrera, para un cameo en la serie La chica que limpia.

## Vida personal

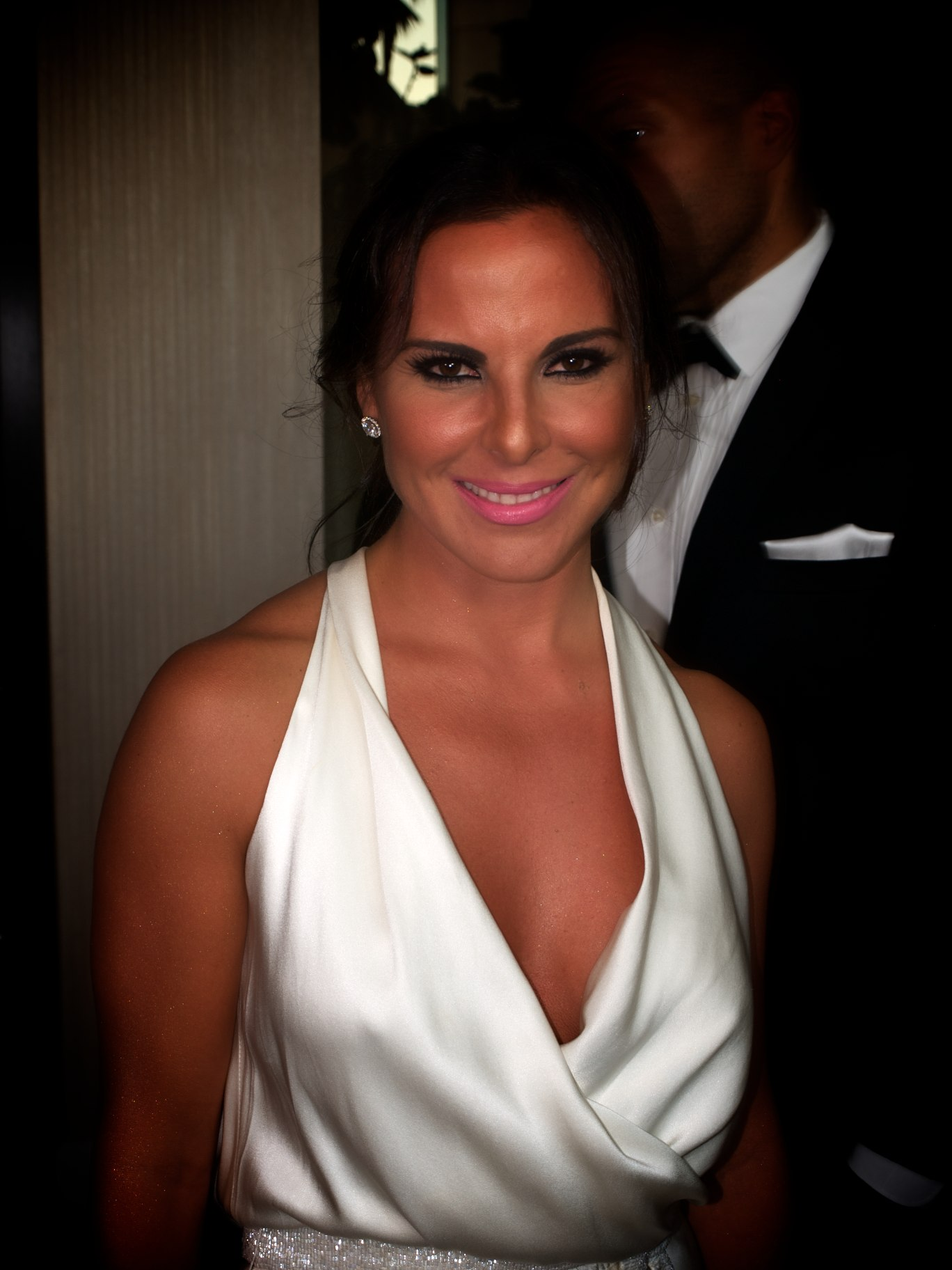
Del Castillo en los Imagen Awards de 2012

### Relaciones sentimentales
El 3 de febrero de 2001, se casó con el futbolista de la selección nacional de México y conductor de televisión Luis García y se divorciaron el 1 de septiembre de 2004. Trascendió que el motivo del divorcio fue una acusación hacia el exfutbolista, por violencia intrafamiliar.
Contrajo segundas nupcias el 29 de agosto de 2009 en Las Vegas, Nevada, con el actor, cantante y empresario mexicano Aarón Díaz, y refrendó con la ceremonia religiosa bajo la Iglesia Episcopal en San Miguel de Allende (México) el 5 de septiembre del mismo año. La pareja se divorció en 2011.

### Amistad con «El Chapo»
Antes y durante el mandato del presidente de México Enrique Peña Nieto, la actriz se ha distinguido por su crítica de la vuelta al poder del PRI. Como muestra de tal censura se destaca una carta abierta, publicada en redes sociales, en la que insta al célebre narcotraficante Joaquín Guzmán Loera «El Chapo» a empezar «a traficar con el bien».
En enero de 2016, el Gobierno federal de México logró recapturar a Guzmán Loera. Pocos días después, el actor estadounidense Sean Penn publicó un polémico reportaje en la revista Rolling Stone, según el cual Penn y del Castillo se habrían reunido en privado con Guzmán Loera en octubre del año anterior. Igualmente salió a la luz que las autoridades mexicanas habían interceptado una conversación entre Guzmán Loera y del Castillo a través del servicio de mensajería BBM. Días más tarde, la actriz fue notificada para declarar.
La fiscalía de México la investigó por presunto lavado de dinero del Chapo Guzmán para saber si recibió fondos del narcotraficante para la marca de tequila Honor del Castillo o el rodaje de una película sobre la vida del narcotraficante.

### Fortuna
La fortuna de Kate del Castillo superaría los USD 10 millones, de acuerdo al sitio web CelebrityNetWorth.

## Filmografía

### Televisión
| Año       | Título                               | Personaje                              |
| --------- | ------------------------------------ | -------------------------------------- |
| 1991-1992 | Muchachitas                          | Leticia Bustamante                     |
| 1992-1993 | Mágica juventud                      | Fernanda Gutiérrez                     |
| 1994-1995 | Imperio de cristal                   | Narda Lombardo                         |
| 1996      | Azul                                 | Alejandra                              |
| 1997      | Alguna vez tendremos alas            | Ana Hernández López                    |
| 1998      | La mentira                           | Verónica Fernández-Negrete de Azúnsolo |
| 1998      | Derbez en cuando                     | Ella misma / Mari                      |
| 2000      | Ramona                               | Ramona Moreno Gonzaga                  |
| 2001      | El derecho de nacer                  | María Elena del Junco                  |
| 2002      | American Family                      | Ofelia                                 |
| 2003-2004 | Bajo la misma piel                   | Miranda Murillo Ortiz                  |
| 2009      | The Cleaner                          | Josefina                               |
| 2009      | Weeds                                | Pilar Zuazo                            |
| 2009      | El Pantera                           | Coco                                   |
| 2009      | Vidas cruzadas                       | Mariana                                |
| 2011      | CSI: Miami                           | Anita Torres                           |
| 2011-2023 | La Reina del Sur                     | Teresa Mendoza / María Dantes          |
| 2012      | Grimm                                | Valentina Espinosa                     |
| 2012      | Dallas                               | Sargento Marisela Ruiz                 |
| 2013      | Arranque de pasión                   | Ela Rivella                            |
| 2014      | Killer Women                         | Esmeralda Montero                      |
| 2015      | Dueños del paraíso                   | Anastasia Cardona                      |
| 2015      | Jane the Virgin                      | Luciana León                           |
| 2016      | Telenovela                           | Kate                                   |
| 2016      | La Revolución - La batalla de Celaya | Joaquina                               |
| 2016      | MRS. #ThisIsCollege                  | Caterina                               |
| 2017-2018 | Ingobernable                         | Emilia Urquiza                         |
| 2021      | Mr. Mayor                            | Victoria Santos                        |
| 2021      | Maya y los tres                      | Lady Micte                             |
| 2022      | Armas de mujer                       | Ángela Fernández                       |
| 2023      | Volver a caer                        | Anna Montes de Oca                     |
| 2024      | The Cleaning Lady                    | Ramona Sánchez                         |

### Cine
- Es por su bien (2024) ... Nena[35]
- Hunting Ava Bravo (2022) ... Ava Bravo[36]
- Bad Boys for Life (2020) ... Isabel Aretas[37]
- Todo sobre Nina (2018) ... Lake[38]
- El chicano (2018) ... La hembra[39]
- Visitantes (2014) ... Ana
- El libro de la vida (2014) ... La Catrina
- No Good Deed (2014)
- Los 33 (2014)
- El Crimen del Cácaro Gumaro (2014)
- Colosio: El asesinato (2012) ... Verónica
- K-11 (2011) ... Mousey
- Without Men (2011) ... Cleotilde
- The Miracle of Spanish Harlem (2010) ... Eva
- La misma luna (2008) ... Rosario[40]
- Julia (2008) ... Elena
- Por vida (2008) ... Esther
- El clavel negro (2007) ... Consuelo[41]
- Trade (2007)... Laura[42]
- La ciudad del silencio (2007) ... Elena[43]
- Lime Salted Love (2006) ... Isabella Triebel
- Bad Guys (2006) ... Zena
- Bordertown (2005)[44]
- American Visa (2005) ... Blanca
- Avisos de ocasión (2004) ... Amanda[45]
- Sendero mortal II (1999)
- Reclusorio (1997) ... Estrella Uribe (Segmento "Sangre entre mujeres")
- Educación sexual en breves lecciones (1997) ... Ana
- Amor que mata (1994)
- Sendero equivocado (1993)
- Ambición sangrienta (1991)
- Las sobrinas del diablo (1983)
- El último escape (1980) ... Bárbara

### Colaboraciones en televisión
- Cuando conocí al Chapo (Documental para Netflix - 2017)[46]
- Premios Juventud (2005)... Anfitriona[47]
- Otro rollo con Adal Ramones... 10 de mayo de 2005
- Premios Juventud (2004)[48]
- El Show de Cristina en el episodio: "Kate del Castillo" 6 de diciembre de 2004
- El Show de Cristina  en el episodio: "Erick del Castillo: esta es tu vida" 14 de junio de 2004
- La Riviera Maya (2004)
- Otro rollo (2000)
- Televiteatros (1993)
- Mujer, casos de la vida real en el episodio: "Aunque parezca mentira" (episodios 11 y 12)

## Premios y reconocimientos

### Premios Ariel
| Año  | Categoría    | Título        | Resultado |
| ---- | ------------ | ------------- | --------- |
| 2005 | Mejor actriz | American Visa | Nominada  |

### Premios Platino[49]
| Año  | Categoría                              | Título       | Resultado |
| ---- | -------------------------------------- | ------------ | --------- |
| 2018 | Mejor interpretación Femenina en serie | Ingobernable | Nominada  |

### Premios Diosa de Plata
| Año  | Categoría                    | Título                                             | Resultado |
| ---- | ---------------------------- | -------------------------------------------------- | --------- |
| 2015 | Mejor Actriz                 | Visitantes                                         | Nominada  |
| 2013 | Mejor Coactuación Femenina   | Colosio; El asesinato                              | Nominada  |
| 2011 | Trayectoria en el Extranjero | La Reina del Sur American Visa La misma Luna Trade | Ganadora  |
| 2008 | Mejor Actriz                 | La misma Luna                                      | Nominada  |

### Premios Eres
| Año  | Categoría                  | Título                    | Resultado |
| ---- | -------------------------- | ------------------------- | --------- |
| 1999 | Mejor actriz de telenovela | La mentira                | Ganadora  |
| 1998 | Mejor actriz de telenovela | Alguna vez tendremos alas | Ganadora  |
| 1995 | Mejor actriz joven         | Imperio de cristal        | Ganadora  |

### Premios TVyNovelas
| Año  | Categoría                 | Título                    | Resultado |
| ---- | ------------------------- | ------------------------- | --------- |
| 1999 | Mejor actriz juvenil      | La mentira                | Nominada  |
| 1998 | Mejor actriz juvenil      | Alguna vez tendremos alas | Nominada  |
| 1995 | Mejor actriz juvenil      | Imperio de cristal        | Ganadora  |
| 1992 | Mejor revelación femenina | Muchachitas               | Nominada  |

### Festival de Cine Iberoamericano de Huelva
| Año  | Categoría                        | Título        | Resultado |
| ---- | -------------------------------- | ------------- | --------- |
| 2006 | Colón de Plata a la Mejor Actriz | American Visa | Ganadora  |

### Premios People en Español
| Año  | Categoría                       | Título           | Resultado |
| ---- | ------------------------------- | ---------------- | --------- |
| 2011 | Mejor pareja (con Rafael Amaya) | La reina del sur | Nominada  |
| 2011 | Mejor pareja (con Iván Sánchez) | La reina del sur | Nominada  |
| 2011 | Mejor Actriz                    | La reina del sur | Ganadora  |

### Produ Awards
| Año  | Categoría                                         | Telenovela o Serie | Resultado |
| ---- | ------------------------------------------------- | ------------------ | --------- |
| 2023 | Mejor Actriz principal de Superserie y Telenovela | La Reina del Sur   | Ganadora  |

- 2011: La revista People en Español la nombró como una de "Los 50 más bellos".[51]

### Galardón a los Grandes 2011
| Categoría   | Persona           | Resultado |
| ----------- | ----------------- | --------- |
| Trayectoria | Kate del Castillo | Ganadora  |